# Leslie Compton
Pour les articles homonymes, voir Compton.
Leslie Harry Compton, né le 12 septembre 1912 à Woodford dans l'Essex en Angleterre est un footballeur et joueur de cricket anglais. Il meurt à  Hendon (Londres, Angleterre) le 27 décembre 1984.

## Biographie
Leslie Compton passa toute sa carrière à Arsenal, c’est-à-dire près de 23 ans, faisant de lui un des joueurs les plus longtemps restés au sein d'un même club. Il rejoint l'effectif des gunners en tant qu'amateur en 1930. Il fait ses débuts le 25 avril 1932 mais passe les premières années sur le banc en qualité de remplaçant. Il apparaît régulièrement lors de matchs amicaux durant la Seconde Guerre mondiale et réussit l'exploit de marquer à dix reprises face à Leyton Orient alors qu'il évoluait dans la charnière centrale de la défense londonienne.
Leslie Compton remporte la Première Division en 1948 et la FA Cup en 1950. Il évolue pour la première fois en équipe nationale anglaise en 1950 contre le Pays de Galles, faisant de lui à 38 ans et 64 jours le joueur le plus âgé apparaissant pour la première fois en équipe anglaise (record toujours invaincu).
Après avoir arrêté sa carrière de joueur en 1953, Leslie Compton intègre le staff technique de Arsenal pendant trois ans.
À noter que parallèlement à sa carrière footballistique, Leslie Compton était également un joueur de cricket de 1938 à 1956 sous les couleurs de Middlesex. Son frère cadet Denis Compton évolua également sous les couleurs de Arsenal et de Middlesex.

## Carrière en football
- 1930-1953 : Arsenal  Angleterre
- 1953-1956 : Arsenal (staff technique)  Angleterre

## Palmarès en football
- 2 sélections et aucun but avec l'équipe d'Angleterre en 1950.
- Vainqueur de la Première Division 1948 avec Arsenal
- Vainqueur de la FA Cup 1950 avec Arsenal

## Statistiques en football
- 273 matchs
- 6 buts

## Carrière en cricket
- 1938-1956 : Middlesex  Angleterre

## Statistiques en cricket
- 272 matchs
- 5,814 runs (moyenne de 16,75)
- 468 arrêts